# Wolfgang Plischke
Wolfgang Plischke (* 15. September 1951 in Stuttgart) ist ein deutscher Biologe und Manager. Er ist unter anderem Senatsmitglied der Helmholtz-Gemeinschaft und Vorstandsvorsitzender der Robert-Koch-Stiftung. Er war Vorstandsmitglied  sowie Aufsichtsratsmitglied der Bayer AG.

## Leben und Wirken
Plischke besuchte in Stuttgart die Schule und studierte von 1970 bis 1976 Biologie an der Universität Hohenheim,  wo er 1979 mit einer Dissertation unter dem Titel Nucleasen aus der höheren Pflanze Petunia hybrida zum Dr. rer. nat. promoviert wurde. Nach Eintritt in den Bayer-Konzern 1980 war der Plischke zunächst in der wissenschaftlichen Abteilung der Bayer Tochtergesellschaft Miles Diagnostics tätig. 1991 wurde er Leiter des Internationalen Strategischen Marketings der Bayer AG, 1995 Geschäftsführer der Bayer Yakuhin Ltd. in Japan, 2000 Leiter des Geschäftsbereichs Pharma in Nordamerika sowie Mitglied des Executive Committee der Bayer Corp., bevor er 2002 Mitglied des Executive Committee von Bayer HealthCare und Leiter der Division Pharma bei Bayer wurde. Seine Berufung in den Vorstand der Bayer AG erfolgte 2006. Als Mitglied des Vorstands war er bis 2014 verantwortlich für Technologie, Innovation und Nachhaltigkeit sowie für die Betreuung der Region Asien/Pazifik. Von 2016 bis 2021 gehörte er dem Aufsichtsrat der Bayer AG an.
Plischke ist seit 2011 Honorarprofessor für Wirtschaftschemie an der Ludwig-Maximilians-Universität München, außerdem ist er seit 2012 Mitglied des Universitätsrats der Universität Hohenheim und seit 2015 Mitglied des Senats der Hermann von Helmholtz-Gemeinschaft Deutscher Forschungszentren e. V. 2019 wurde er zum Vorstandsvorsitzenden der Robert-Koch-Stiftung gewählt, nachdem er dort bereits seit 2011 Mitglied des Vorstandes war.

## Weitere Ämter
- 2007 und 2011: Vorsitzender des Verbands Forschender Arzneimittelhersteller (VFA)[2][8][9]
- 2011–nach 2019: Mitglied des Präsidiums der Walter-Siegenthaler-Gesellschaft für Fortschritte in der Inneren Medizin e. V.[1]
- 2014–2021: Vorsitzender des Aufsichtsrats der Evotec AG[1][10]